# روح السمارة (ألبوم)
روح السمارة هو الألبوم الغنائي السابع عشر للفنان حميد الشاعري حيث صدر هذا الألبوم من إنتاج شركة عالم الفن في العام 2006. المقدمة اللحنية لأغنية يا صاحبي هي للفنان الأمريكي لاينل ريتشي. شاركت المطربة بسمة في أغنية أطلب مني. تم التسجيل والمكساج باستوديوهات إم ساوند. الهندسة الصوتية م.أحمد جودة.

## محتويات الألبوم
| الأغنيات          | الكلمات            | الألحان            | التوزيع الموسيقي | اللون الموسيقي        |
| روح السمارة       | وليد الشاعري       | فلكلور             | حميد الشاعري     | بوب                   |
| أقبل              | ربيع السيوفي       | عمرو مصطفى         | حميد الشاعري     | مقسوم                 |
| بغير عليكي        | بهاء الدين محمد    | عمرو مصطفى         | حميد الشاعري     | Slow Jam [الإنجليزية] |
| چيبولي أخباره     | عبد الناصر الكلباش | البدري كلباش       | حميد الشاعري     | Soul R&B              |
| أخر صبرك يا قلبي  | أمير طعيمة         | عمرو مصطفى         | حميد الشاعري     | أندلسي                |
| شوفلك حكاية غيرها | محمود عبد العزيز   | عبد الناصر الكلباش | حميد الشاعري     | موسيقى الروك          |
| ياصاحبي           | ناصر المزداوي      | ناصر المزداوي      | حميد الشاعري     | Plyo                  |
| أطلب مني          | وليد الشاعري       | محمود الخيامي      | حميد الشاعري     | Slow Jam [الإنجليزية] |
| إفهم بقي          | أمير طعيمة         | عمرو مصطفى         | حميد الشاعري     | R&B                   |
| ليه               | أيمن بهجت قمر      | محمد يحيي          | حميد الشاعري     | أندلسي                |
| هاونتيني          | إبراهيم فهمي       | إبراهيم فهمي       | حميد الشاعري     | ريغي                  |
| يا وعدي ع الأيام  | عبد الرحيم منصور   | أحمد منيب          | حميد الشاعري     | نوبي                  |